# KJ300 (エンジン)

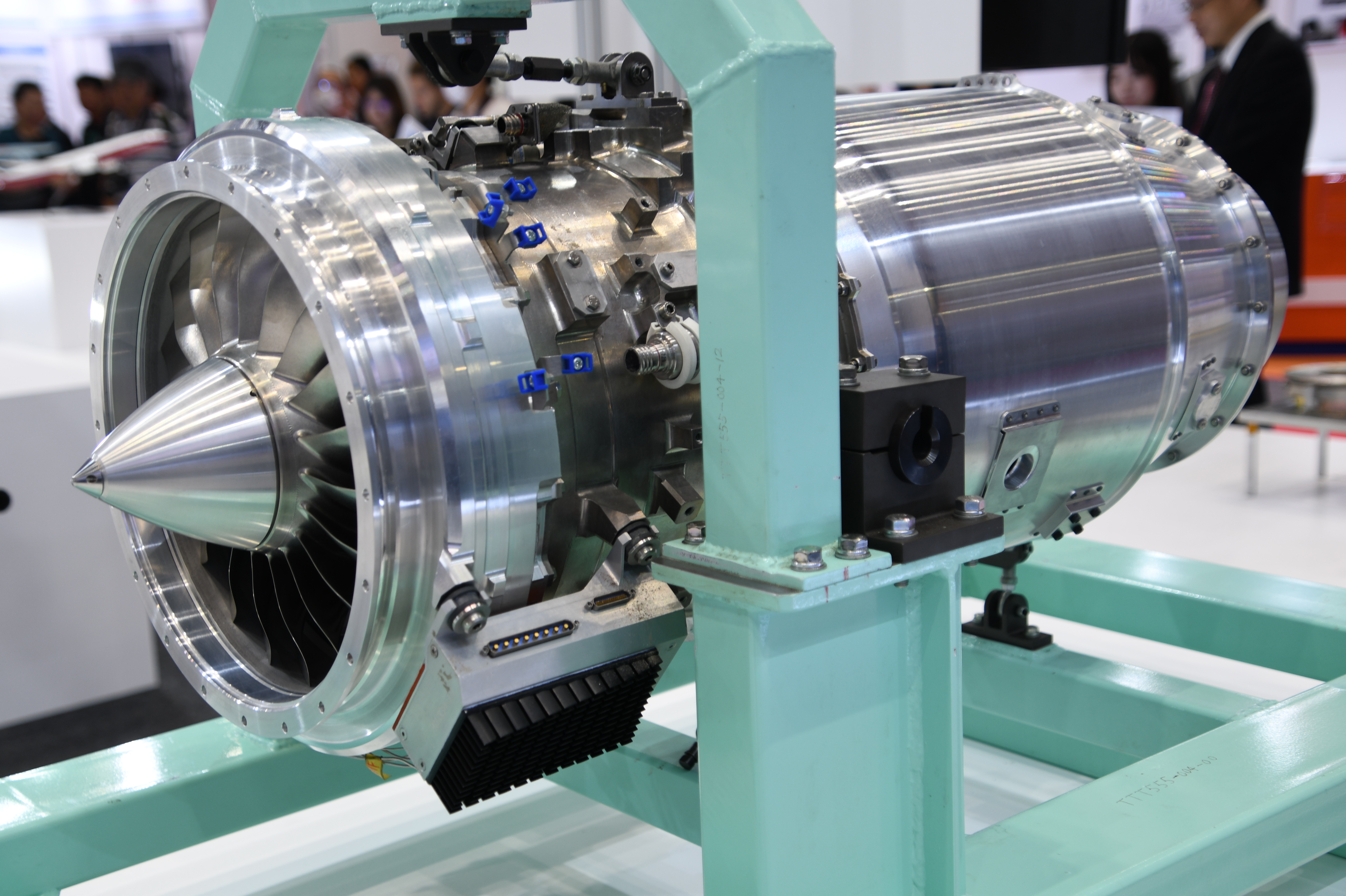
2024年国際航空宇宙展における展示

KJ300は、川崎重工業によって開発中の小型ターボファンエンジンである。
エンジン推力は365 kgfで、大型の標的機、ミサイルなどの動力に使用できる。本エンジンは燃費性能が良いという特徴がある。
有人機搭載エンジンを開発したいとの思いがあって、それには2軸がベースとなることから開発が進められた。
防衛装備庁が開発中の島嶼防衛用新対艦誘導弾に搭載するため、「KJ300」をベースにしたエンジンを開発中で、2022年度内に納入予定。

## 仕様
- 形式: 2軸ターボファンエンジン[1]
- 推力: 365 kgf
- 乾燥重量: 90 kg
- エンジン径: 350 mm
- 全長: 950 mm